# 楊麗菁
楊麗菁（英文名：Cynthia Khan ，1968年12月13日—），知名台灣女演員，台灣嘉義市人，後舉家遷至花蓮縣定居，家中經營金飾店。台北國光劇藝實驗學校舞蹈科畢業。
上世紀國光劇藝實驗學校畢業後，參與香港武打動作電影拍攝，被稱為台灣第一武打女演員。與台灣知名演員李志希、李志奇、孫鵬、庹宗康、屈中恆、林美秀、楊潔玫等皆為同學好友。

## 經歷
楊麗菁就讀國光藝校舞蹈科時，參加中視才藝競賽節目《六燈獎》的舞蹈競技項目，表演民族舞蹈與現代舞，以優美身段與姣好臉蛋被中視發掘且加以培訓後，曾參演中視1986年八點檔連續劇《大旗英雄傳》。楊麗菁就讀國光藝校時，曾經与李志奇交往4年。
楊麗菁19歲於國光藝校畢業後，隻身赴香港影壇發展，初期與德寶電影公司簽約，演出《皇家師姐》系列動作片（包括《皇家師姐III雌雄大盜》、《皇家師姐IV直擊証人》、《皇家師姐之中間人》）後開始走紅，曾被喻為「楊紫瓊接班人」。其後，她亦踏足電視圈，在兩岸三地有多部戲劇作品，與鄭少秋聯袂出演的台視連續劇《香帥傳奇》為其代表作。
楊麗菁在取得國際瑜珈師資證書後，積極拓展瑜珈事業，開班教學，並成立「麗緻菁華國際有限公司」，出版多部書籍和教學DVD。
2015年11月17日，楊麗菁找律師陪同召開記者會，針對在2010年媒體報導楊麗菁整形毀容崩壞，導致害她失去不少代言和戲劇機會，拿出兩張醫美診斷證明報告，澄清自己臉蛋是全天然，懇求網友們別再霸凌她。
2017年，楊麗菁以49歲考入台灣科技大學企管系EMBA碩士在職專班，攻讀第二專長。

## 演出作品

### 電影
| 年份   | 電影名稱                                   |
| 1986年 | 《我的愛》                                 |
| 1987年 | 《厲鬼纏身》                               |
| 1987年 | 《烽火佳人》                               |
| 1987年 | 《黑道兄弟》                               |
| 1988年 | 《皇家師姐Ⅲ之雌雄大盜》                    |
| 1988年 | 《三頭魔王》                               |
| 1989年 | 《皇家師姐IV直擊証人》                     |
| 1990年 | 《洗黑錢》                                 |
| 1990年 | 《皇家師姐之中間人》（《小蝦米對響尾蛇》） |
| 1991年 | 《花街神女》（《抓鬼霸王花》）             |
| 1991年 | 《地下兵工廠》                             |
| 1991年 | 《海狼》                                   |
| 1991年 | 《紅粉至尊》                               |
| 1991年 | 《富貴吉祥》                               |
| 1992年 | 《俠女傳奇》（《新俠女》）                 |
| 1992年 | 《92霸王花與霸王花》                       |
| 1992年 | 《超級女警》                               |
| 1992年 | 《飛女正傳》                               |
| 1992年 | 《武林聖鬥士》（《東瀛遊俠》）             |
| 1993年 | 《92末路狂花》                             |
| 1993年 | 《城市女獵人》                             |
| 1993年 | 《一刀傾城》                               |
| 1993年 | 《蠍子之滅殺行動》                         |
| 1993年 | 《天山玉女劍》（《玉女劍》）               |
| 1993年 | 《霸海紅英》                               |
| 1993年 | 《人生得意衰盡歡》（粉紅兵團》）           |
| 1993年 | 《葵花聖女》                               |
| 1993年 | 《新冷血十三鷹》                           |
| 1993年 | 《七俠五義之五鼠鬧東京》                   |
| 1994年 | 《非洲超人》（《上帝三度來瘋狂》）         |
| 1995年 | 《怒海威龍》                               |
| 1995年 | 《雷霆行動》                               |
| 1995年 | 《師姐也瘋狂》                             |
| 1995年 | 《喋血柔情》                               |
| 1996年 | 《危情追蹤》                               |
| 1997年 | 《雌虎威龍》                               |
| 1997年 | 《伙頭大將軍》                             |
| 1998年 | 《重振精武門》                             |
| 2000年 | 《護法奇兵》                               |
| 2000年 | 《雷霆特警》                               |
| 2002年 | 《力王之血色擂台》                         |
| 2003年 | 《致命情網》                               |
| 2003年 | 《駭客尖兵》                               |
| 2003年 | 《跨海擒兇》                               |
| 2003年 | 《子彈狂飆》                               |
| 2003年 | 《極端份子》                               |
| 2004年 | 《生死臥底》                               |
| 2010年 | 《大玩家》                                 |
| 2013年 | 《獵仇者》                                 |

### 電視劇

#### 台灣
| 首播年份 | 電視劇名稱                   | 飾演角色        |
| 1986年   | 大旗英雄傳                   | 水靈光          |
| 1988年   | 蟬翼傳奇                     | 鐘夢雙          |
| 1995年   | 香帥傳奇                     | 上官無極        |
| 1995年   | 天地奇英花木蘭               | 花木蘭          |
| 1995年   | 天師鍾馗之《葵花寶典》單元   | 方琳/方慕蟬     |
| 1997年   | 保鑣                         | 趙燕翎          |
| 1998年   | 舉頭三尺有神明               | 廖淑貞          |
| 1998年   | 乞丐皇帝传奇                 | 碩明霞          |
| 1998年   | 虯髯客與紅拂女               | 詩詩            |
| 1998年   | 霹靂菩薩                     | 阿捨            |
| 1999年   | 警網雄風                     | 李欣            |
| 1999年   | 達摩                         | 阿蠻            |
| 2008年   | 神機妙算劉伯溫之《南巫里國》 | 桑琪            |
| 2008年   | 大愛劇場 《冬筍的滋味》      | 許吳 （吳寶雲） |

#### 香港無線電視
| 首播年份 | 電視劇名稱     | 飾演角色      |
| 1996年   | 聊齋之流光情劫 | 魯金采 盧含珠 |
| 1996年   | 聊齋之俠女田郎 | 劉木蓮        |

#### 中國大陸
| 首播年份 | 電視劇名稱                 | 飾演角色 |
| 2000年   | 鐵齒銅牙紀曉嵐第一部       | 莫愁     |
| 2004年   | 嶺南藥俠                   | 賴紅姑   |
| 2005年   | 親愛的，看招               | 林和平   |
| 2007年   | 《陆小凤传奇》之陸小鳳前傳 | 無艷     |
| 2007年   | 青春坐標(禁毒使命)         | 蘇玫     |
| 不詳     | 新南少林                   |          |
| 2013年   | 花木兰传奇                 | 贾云     |
| 2015年   | 失宠王妃之结缘             | 蒋南青   |
| 2015年   | 聊斋新编                   | 韩妃     |
| 待播     | 赴山海                     | 止塵     |

## 音樂作品

### 唱片專輯
| 日期       | 語 言 | 專輯名稱 | 唱片公司 | 曲目 |
| ---------- | ----- | -------- | -------- | --- |
| 1998年12月 | 中文  | 《說話》 | 鴻谷唱片 | 曲目 1. 一半 2. 心灰意冷 3. 爱不再轻放 4. 寂寞斑马线 5. 隐隐约约 6. 说话 7. 情已了 我的爱 8. 犯错 9. 谈何容易 10. 蝶恋火 |

## 出版作品

### 書籍&DVD
| 年份   | 書名                                                         | 出版社             | 國際標準書號                                           |
| 2001年 | 《美麗動起來!－楊麗菁無痛苦塑身祕笈大公開》                  | 星定石             | ISBN 9789572017098, ISBN 9572017098                    |
| 2004年 | 《百分魔體瑜珈》                                             | 柏室               | ISBN 9799572972402, ISBN 9572972405                    |
| 2005年 | 《楊麗菁七日瑜珈》                                           | 麗緻菁華國際       | ISBN 9789868138506                                     |
| 2006年 | 《楊麗菁青春瑜珈密碼》（DVD組）                              |                    |                                                        |
| 2006年 | 《楊麗菁的纖體熱瑜珈：熱瑜珈DIY26式 ‧再造窈窕曲線》（DVD組） | 麗緻菁華國際       | ISBN 9789868138513, ISBN 9868138515, EAN 9579868138510 |
| 2007年 | 《楊麗菁纖體熱瑜珈教學DVD》                                  |                    |                                                        |
| 2007年 | 《杨丽菁的纤体热瑜伽》（DVD組）                              | 当代世界出版社     | ISBN 9787509002117, ISBN 7509002117                    |
| 2007年 | 《楊麗菁魔力纖體瑜珈》（DVD組）                              |                    |                                                        |
| 2007年 | 《楊麗菁7日瑜珈雕塑曲線周計畫》                              | 麗緻菁華國際       | ISBN 9789868138520                                     |
| 2009年 | 《楊麗菁美麗瑜珈假期：窈窕自療FUN輕鬆》                      | 麗緻菁華國際       | ISBN 9789868138537                                     |
| 2010年 | 《楊麗菁的健康美心瑜伽》                                     | 北方婦女兒童出版社 | ISBN 9787538539387, ISBN 7538539387                    |
| 2018年 | 《功夫女神楊麗菁老師拳擊瑜珈》                               | 麗緻菁華國際       | ISBN 9789868138544                                     |

## 節目
- 歡樂假期：1987年2月至1987年3月 助理主持人（主持人為王夢麟）[6][7]

- 龍兄虎弟：「音樂教室」單元固定班底

## 外部連結
- 楊麗菁的Facebook專頁粉絲團（繁體中文）
- 楊麗菁的Facebook專頁（繁體中文）
- 楊麗菁在香港影庫上的簡介
- 楊麗菁在豆瓣上的资料（简体中文）
- 楊麗菁在时光网上的簡介（简体中文）
- 在AllMovie上楊麗菁的頁面（英文）
- 楊麗菁在互联网电影资料库（IMDb）上的資料（英文）